# Agnomen
Agnomen (en plural, agnomina) era un término (sobrenombre) empleado por los antiguos romanos para distinguir una victoria sobresaliente de algún general. Se sumaba entonces al praenomen, nomen, cognomen, y venía a ocupar un cuarto sitio en el nombre.

## Etimología y ejemplos
El latín agnōmen (también escrito adnomen) procede de ad "hacia" y nōmen "nombre".
Uno de los casos más conocidos es el de Publio Cornelio Escipión Africano, que recibió su agnomen debido a su exitosa intervención militar y triunfo sobre los cartagineses comandados por Aníbal, durante la segunda guerra púnica, en el Siglo III a. C. Tal era el grado de honor contenido en el agnomen que muy pocos alcanzaron dicho reconocimiento.